# Svetovno prvenstvo v biatlonu 1993
Svetovno prvenstvo v biatlonu 1993 je enaintrideseto svetovno prvenstvo v biatlonu, ki je potekalo med 9. in 13. februarjem 1993 v Borovecu, Bolgarija, v štirih disciplinah za moške in ženske. 

## Dobitniki medalj

### Moški
| Disciplina | Zlato                                                                                  | Zlato     | Srebro                                                                           | Srebro    | Bron                                                                        | Bron      |
| 10 km      | Mark Kirchner                                                                          | 27:30,5   | Jon Åge Tyldum                                                                   | 27:44,9   | Sergej Tarasov                                                              | 27:46,7   |
| 20 km      | Andreas Zingerle                                                                       | 53:05,4   | Sergej Tarasov                                                                   | 53:49,9   | Sergej Čepikov                                                              | 54:38,3   |
| 4 x 7,5 km | Italija · Wilfried Pallhuber · Johann Passler · Pieralberto Carrara · Andreas Zingerle | 1:32,18,3 | Rusija · Valerij Medvedcev · Valerij Kirijenko · Sergej Tarssov · Sergej Čepikov | 1:32,55,0 | Nemčija · Sven Fischer · Frank Luck · Mark Kirchner · Jens Steinigen        | 1:32,57,9 |
| ekipno     | Nemčija · Fritz Fischer · Frank Luck · Steffen Hoos · Sven Fischer                     |           | Rusija · Aleksej Kobelev · Valerij Kirijenko · Sergej Ložkin · Sergej Čepikov    |           | Francija · Gilles Marguet · Thierry Dussere · Xavier Blond · Lionel Laurent |           |

### Ženske
| Disciplina | Zlato                                                                          | Zlato     | Srebro                                                                                        | Srebro    | Bron                                                                            | Bron      |
| 7,5 km     | Myriam Bédard                                                                  | 21:01,9   | Nadežda Talanova                                                                              | 21:18,5   | Jelena Belova                                                                   | 21:21,7   |
| 15 km      | Petra Schaaf                                                                   | 50:32,9   | Myriam Bédard                                                                                 | 50:47,6   | Svetlana Paramigina                                                             | 52:16,6   |
| 4 x 7,5 km | Češka · Jana Kulhavá · Jiřina Adamičková · Iveta Knížková · Eva Háková         | 1:52,08,6 | Francija · Corinne Niogret · Véronique Claudel · Delphyne Burlet · Anne Briand                | 1:52,56,2 | Rusija · Svetlana Panjutina · Nadežda Talanova · Olga Simušina · Jelena Belova  | 1:52,58,9 |
| ekipno     | Francija · Nathalie Beausire · Delphyne Burlet · Anne Briand · Corinne Niogret | 53:58,1   | Belorusija · Natalija Permjakova · Natalija Sučeva · Natalija Rižankava · Svetlana Paramigina | 54:00,5   | Poljska · Zofia Kiełpińska · Krystyna Liberda · Anna Stera · Helena Mikołajczyk | 55:30,4   |

## Medalje po državah
| Poz | Država     | Zlato | Srebro | Bron | Skupaj |
| 1   | Nemčija    | 3     | 0      | 1    | 4      |
| 2   | Italija    | 2     | 0      | 0    | 2      |
| 3   | Francija   | 1     | 1      | 1    | 3      |
| 4   | Kanada     | 1     | 1      | 0    | 2      |
| 5   | Češka      | 1     | 0      | 0    | 1      |
| 6   | Rusija     | 0     | 4      | 4    | 8      |
| 7   | Belorusija | 0     | 1      | 1    | 2      |
| 8   | Norveška   | 0     | 1      | 0    | 1      |
| 9   | Poljska    | 0     | 0      | 1    | 1      |